# Tamer Bayoumi
Tamer Salah Ali Abdu Bayoumi (in arabo تامر صلاح علي عبده بيومي‎?; 12 aprile 1982) è un taekwondoka egiziano.

## Palmarès
- Olimpiadi

Atene 2004: bronzo nei 58 kg.
- Mondiali

Pechino 2007: bronzo nei 58 kg.